# Herb Geller
Herb Geller (2. listopadu 1928 Los Angeles – 19. prosince 2013 Hamburk) byl americký jazzový saxofonista. Svou kariéru zahájil v roce 1946, kdy hrál s orchestrem Joea Venutiho a o tři roky později pak hrál s Claude Thornhillem. Během své kariéry spolupracoval s mnoha dalšími hudebníky, mezi které patří Clifford Brown, Art Pepper, Chet Baker, Dinah Washington nebo Maynard Ferguson. V roce 1951 se oženil s klavíristkou Lorraine Geller, která zemřela v roce 1958. Herb Geller zemřel v roce 2013 ve svých pětaosmdesáti letech v Hamburku, kde žil od roku 1965.